# 藤枝市立青島東小学校
藤枝市立青島東小学校（ふじえだしりつあおじまひがししょうがっこう）は静岡県藤枝市にある公立の小学校。主に青東と呼ばれている。

## 学習目標
あたたかな聴き方、やさしい話し方
この目標を授業像としてより質の高い授業をめざしている。

## 行事
- 6月下旬 - 7月初旬の土曜日 東っ子わくわくパーク 総合学習のときに調べたことを発表する。→数年前に廃止。
- 6月中旬 - 上旬の土曜日 運動会 赤・青・黄・緑の4つの組で優勝をめざす
- 11月下旬の土曜日 - 校内音楽会 各学年の合唱、全校合唱の他、職員合唱などがある。

## 児童数
約760人 - 少子化の影響で減少傾向である。

## 学区
- 田沼3丁目、小石川町1・2丁目、青木、青木1・2・3丁目、東町、志太1・4・5丁目
  - 前島2・3丁目、田沼1・2・4丁目、駅前1・2丁目、小石川町3・4丁目、志太2・3丁目、瀬古1丁目のそれぞれの一部

## 進学先中学校
- 藤枝市立青島中学校
- 藤枝市立青島北中学校
- 私立中学校

## 著名な卒業生
- 長谷部誠（プロサッカー選手）